# Alagoana do Sertão do São Francisco
Alagoana do Sertão do São Francisco is een van de dertien microregio's van de Braziliaanse deelstaat Alagoas. Zij ligt in de mesoregio Sertão Alagoano en grenst aan de deelstaten Sergipe in het zuiden, Bahia in het westen en Pernambuco in het noordwesten en de microregio's Serrana do Sertão Alagoano in het noorden en Santana do Ipanema in het oosten. De microregio heeft een oppervlakte van ca. 1336 km². Midden 2004 werd het inwoneraantal geschat op 74.153.
Drie gemeenten behoren tot deze microregio:
- Delmiro Gouveia
- Olho d'Água do Casado
- Piranhas

Mesoregio's: Agreste Alagoano · Leste Alagoano · Sertão Alagoano

Microregio's: Alagoana do Sertão do São Francisco · Arapiraca · Batalha · Litoral Norte Alagoano · Maceió · Mata Alagoana · Palmeira dos Índios · Penedo · São Miguel dos Campos · Santana do Ipanema · Serrana do Sertão Alagoano · Serrana dos Quilombos · Traipu